# Rainer Zepperitz
Rainer Zepperitz  (* 25 de agosto de 1930 en Bandung , Java , Indonesia ; † 23 de diciembre de 2009 en Berlín, Alemania) fue un profesor de música clásica y miembro activo y dirigente de la Orquesta Filarmónica de Berlín

## Estudios
Rainer Zepperitz nació en Bandung (Java), donde su padre estuvo contratado como músico a finales de los años 20. En 1937 regresó con su familia a Alemania. Se traslada a Düsseldorf en 1940 donde estudia en el Conservatorio Robert Schumann. 

## Primeros pasos
Con sólo 18 años ingresa en la Orquesta Sinfónica de Düsseldorf. Entre 1949 y 1951 es  contrabajista solista de la Orquesta Estatal de Bonn. En 1951 el Profesor Rainer Zepperitz se convierte en el miembro más joven de la Orquesta Filarmónica de Berlín, donde ocupó desde 1957 la posición de contrabajista solista. 

## Labor profesional
Rainer Zepperitz se incorporó en 1954 a la agrupación camerística de los Filarmónicos de Berlín, agrupación que más tarde se llama "Philharmonisches Oktett". En 1977 fundó la agrupación camerística "Philharmonische Virtuosen" con la que obtuvo un gran reconocimiento. A finales de los años 50, Zepperitz fue nombrado profesor de la Hochschule für Musik, en Berlín. Muchos de sus alumnos ocupan puestos importantes en las grandes orquestas del mundo. 
El Profesor Zepperitz perteneció a los miembros fundadores de la "Orchester-Akademie" de la Orquesta Filarmónica de Berlín en la que permaneció 44 años hasta su jubilación y en la que ejerció igualmente la docencia. Fue miembro de la Presidencia de dicha Orquesta durante más de un decenio.

## Últimos años
En el año académico 2001-2002, fue profesor titular de la Cátedra de Contrabajo de la Escuela Superior de Música Reina Sofía en Madrid.